# Beelzebub
Beelzebub (べるぜバブ, Beruzebabu) é um mangá escrito e ilustrado por Ryuhei Tamura. Beelzebub foi publicado pela primeira vez em 2008 como um "one-shot" por Tamura na Shōnen Jump, onde conquistou a quarta edição da Gold Future Cup, passando a ser publicado regularmente em fevereiro de 2009, pela Shueisha na revista semanal Weekly Shōnen Jump.
Um OVA, foi produzido pelo Studio Pierrot que foi transmitido durante o Tour Anime Super Jump no 23 de Outubro de 2010. Em Janeiro de 2011, foi ao ar no Japão um anime da série, que foi transmitida até o dia 25 de março de 2012.

## Mídias

### Mangá
O mangá com história e ilustração de Ryuhei Tamura foi publicado semanalmente na revista Weekly Shōnen Jump a partir de 23 de fevereiro de 2009 até 24 de fevereiro de 2015. Os capítulos foram reunidos em 28 volumes pela Shueisha, publicados de 3 de julho de 2009 a 1 de maio de 2015.

### OVA
Um OVA de 34 minutos foi publicado em 23 de outubro de 2010. 

### Anime
A série animada foi produzida pelo estúdio Pierrot sob a direção de Noubuhiro Takamoto e exibida na NTV entre 9 de janeiro de 2011 e 25 de março de 2012 com um total de 60 episódios.

#### Trilha Sonora
Aberturas
- 1. Episódios 01~10 "DaDaDa" por Group Tamashii
- 2. Episódios 11~23 "Hajimaru no wa, Sayounara" por ON/OFF
- 3. Episódios 24~35 "Hey!!" por Flow
- 4. Episódios 36~48 "Baby U!" por MBLAQ
- 5. Episódios 49~60 "Only You - Kimi to no Kizuna" por Lc5

Encerramentos
- 1. Episódios 01~10 "Answer" por no3b
- 2. Episódios 11~23 "Tsuyogari" por Shoko Nakagawa
- 3. Episódios 24~35 "Nanairo Namida" por Tomato n'Pine
- 4. Episódios 36~48 "Papepipu♪ Papipepu♪ Papepipupo♪" por Nozomi Sasaki
- 5. Episódios 49~59 "Shojo Traveler" por 9nine
- 6. Episódio 60 "DaDaDa" por Group Tamashii